# Distretto di Vavuniya
Il distretto di Vavuniya è un distretto dello Sri Lanka, situato nella provincia Settentrionale e che ha come capoluogo Vavuniya.